# IC 1120
IC 1120 ist ein Galaxienpaar im Sternbild Schlange am Nordsternhimmel.
Das Objekt wurde am 20. Juli 1892 von Stéphane Javelle entdeckt.